# Lenske
Lenske (ukrainisch Ленське; russisch Ленское/Lenskoje, krimtatarisch Dört Saqal) ist ein Dorf in der Autonomen Republik Krim. Es liegt im Westen der Halbinsel am Ende des Donuslaw-Sees 47 Kilometer östlich des Rajonszentrums Tschornomorske entfernt.

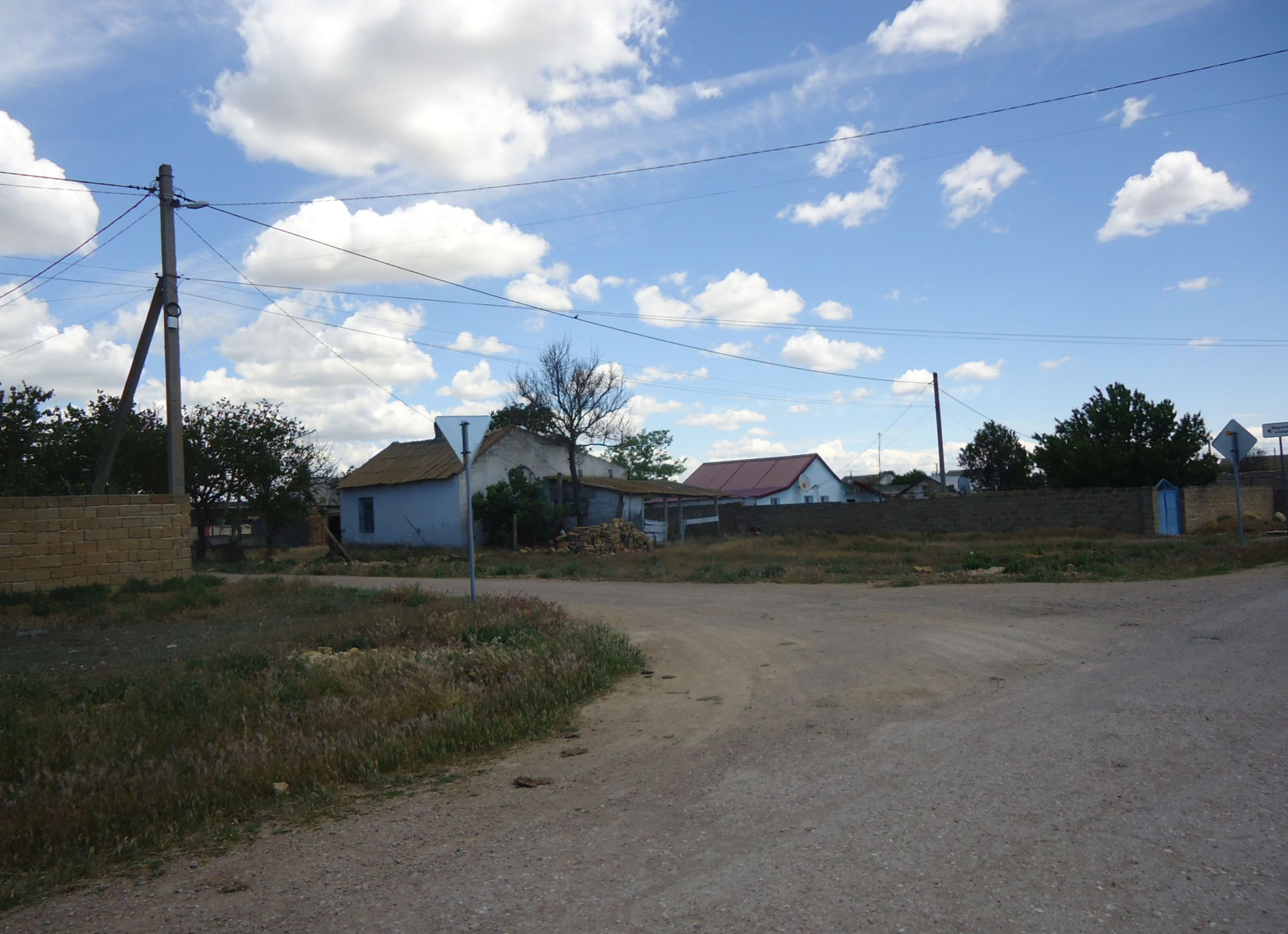
Blick in den Ort

Zusammen mit dem westlich gelegenen Dorf Krasnojarske (Красноярське) bilden die beiden Dörfer die Landratsgemeinde Krasnojarske.
Der Ort wurde 1784 zum ersten Mal schriftlich erwähnt (Annexion des Krim-Khanats durch Russland) und war damals schon von Krimtataren besiedelt. Nach dem Ende des Krimkrieges 1856 wurde das Dorf von fast allen krimtatarischen Einwohnern verlassen. Bis 1948 trug der Ort den offiziellen russischen Namen Дорт-Сакал/Dort-Sakal.